# Francisco Javier de Reina
Francisco Javier de Reina Fernández (* 1762 in Barcelona, Spanien; † vermutlich 1815 in Chile) war ein spanischer Offizier und Mitglied der ersten Regierungsjunta, die Chile von September 1810 bis Juli 1811 regierte.
Er war verheiratet mit María Damiana de los Dolores Pizarro, mit der er zwei Söhne und zwei Töchter hatte.

## Leben
Reina kam als Sohn des Offiziers Vicente Antonio de Reina Vásquez und seiner Frau María Josefa Joaquina Fernández de Cáceres in Barcelona zur Welt, wo seine Eltern auf dem Weg nach Buenos Aires Station gemacht hatten. Er hatte fünf Geschwister.
Wie in der Familie üblich schlug Francisco Reina eine Laufbahn beim Militär ein. 1789 wurde er Adjutant beim Artilleriekorps und war in dieser Funktion an verschiedenen Orten des Vizekönigreichs Peru eingesetzt. Er erreichte 1802 den Rang eines Oberstleutnants und übernahm 1804 das Kommando der Artillerie in Chile.

## Mitglied der Regierungsjunta
Mit dem Einmarsch Napoleons in Spanien, der Inhaftierung König Ferdinands und der Bildung der Junta Suprema Central entstand auch in Chile der Drang, eine Junta einzurichten. Am 18. September 1810 berief der Gouverneur von Chile, Mateo de Toro Zambrano y Ureta, eine Versammlung ein, um über die Regierung des Landes zu beraten.
Auf der Versammlung, die den Beginn der Unabhängigkeit Chiles markiert, wurde eine Regierungsjunta gewählt, deren Vorsitz Toro Zambrano übernahm. Unter den Honoratioren, die dem Gremium angehörten (so als Vizepräsident der Bischof von Santiago, José Martínez de Aldunate) war auch Reina – ungeachtet seiner royalistischen Gesinnung und wohl nach einigem Zögern. Reina galt als mäßigende Kraft: Er hatte sich geweigert, den Vorgänger Toro Zambranos, Francisco Antonio García Carrasco, mit militärischer Gewalt aus dem Amt zu jagen.
Den radikaleren Vertretern der Junta, die immer stärker auf die Unabhängigkeit drängten, galt Reina als Parteigänger der Spanier und unsicherer Kantonist. Als José Miguel Carrera im Herbst 1811 putschte, um den Kongress auf eine radikalere Linie zu bringen, wurde Reina seines Befehls enthoben und nach Los Andes verbannt.

## Tod
Mit der Verbannung verliert sich Reinas Spur. Als die Spanier nach der Schlacht von Rancagua im Herbst 1814 die koloniale Verwaltung wiederaufbauten, rehabilitierten sie die Royalisten, die von der Carrera-Regierung abgesetzt worden waren. Reinas Name findet sich aber nicht in den entsprechenden Prozessakten. Auch in den Archiven der Emigration spanientreuer Beamter nach Lima, die angesichts des endgültigen Sieges der Unabhängigkeitsbewegung in der Folge des Sieges in der Schlacht von Chacabuco im Februar 1817 erfolgte, taucht Reina nicht auf.
Daher erscheint es am wahrscheinlichsten, dass er um das Jahr 1815 gestorben ist.